# 国際電気通信衛星機構
国際電気通信衛星機構（こくさいでんきつうしんえいせいきこう、英語: International Telecommunications Satellite Organization(ITSO)）は、インテルサットの公共サービス義務の監督を担当する政府間機関である。
国連総会決議1721(XVI)の「全ての国が衛星通信にアクセスするべきである」という原則を現実化するための組織である。

## 加盟国
2013年6月現在、ITSOの加盟国は149か国である。多国間条約「国際電気通信衛星機関に関する協定」に批准することでITSOに加盟する。

## 概説
アメリカ合衆国や日本など11か国の参加と140ヶ国以上の通信事業者が出資して1964年に発足した。当時は国際電気通信衛星機構の通称がインテルサット(Intelsat)であり、人工衛星を使った国際通信の世界均一サービスの実現という非営利目的で運営された。
1999年10月に開催された会合で民営化が決定したが、アメリカ側が主張した競争条件がインテルサット側と意見が合わず、丸ごと民営化とはならなかった。政府間機関「国際電気通信衛星機構」と株式会社「インテルサット」に分離する事が決まり、政府間機関の監督の下で資産を承継した新会社がサービスを提供することになった。